# اختفاء هارولد هولت
اختفاء هارولد هولت في 17 ديسمبر 1967، اختفى رئيس الوزراء السابع عشر لأستراليا، هارولد هولت، أثناء ممارسته السباحة قرب شاطئ تشيفيوت في منطقة بورتسيا بولاية فيكتوريا. أُطلقت عملية بحث واسعة النطاق في المنطقة المحيطة بالشاطئ، ولكن لم يتم العثور على جثته. اعتُبر هولت في عداد الغرقى، وأُقيمت مراسم تأبين حضرها العديد من قادة العالم بعد خمسة أيام من اختفائه.
رغم أن الوفاة اعتُبرت حادثة غرق عرضية على نطاق واسع، إلا أن اختفاء هولت أثار عدة نظريات مؤامرة، أبرزها الادعاء بأنه كان جاسوسًا للصين واختُطف بواسطة غواصة صينية. يُذكر أن هولت كان ثالث رئيس وزراء أسترالي يتوفى أثناء توليه المنصب، بعد جوزيف ليونز في عام 1939 وجون كيرتن في عام 1945.
عقب اختفاء هولت، تولى جون ماك إيوان المنصب بشكل مؤقت، إلى أن انتُخب جون جورتون رئيسًا للحزب الليبرالي ورئيسًا للوزراء في عام 1968. ترك اختفاء هولت أثرًا في الذاكرة الشعبية الأسترالية، وتم تخليد ذكراه من خلال معالم عديدة، أبرزها مركز هارولد هولت التذكاري للسباحة.

## خلفية

#### توليه رئاسة الوزراء
تولى هارولد هولت منصب رئيس وزراء أستراليا السابع عشر في يناير 1966، خلفًا للسير روبرت مينزيس بعد تقاعده. كان هولت سياسيًا بارزًا بدأ مسيرته البرلمانية في سن 27 عامًا وأصبح وزيرًا في الحكومة عندما كان عمره 31 عامًا.
على غرار سلفه مينزيس، رفض هولت وجود أي تفاصيل أمنية عند توليه المنصب، معتبرًا ذلك أمرًا غير ضروري وقد يزعج العامة. غير أنه عدل عن موقفه بعد حادثتين في منتصف عام 1966: الأولى كانت إطلاق قناص النار على نافذة مكتبه، والثانية محاولة اغتيال زعيم المعارضة، آرثر كالويل. بعد ذلك وافق هولت على توفير حارس شخصي لمهامه الرسمية، لكنه أصر على عدم وجود حماية أثناء عطلاته، مبررًا ذلك بأنها انتهاك لخصوصيته. لاحقًا، أشارت زوجته زارا إلى أن هذا الموقف ربما كان يخفي رغبة في إخفاء علاقاته العاطفية خارج إطار الزواج. 

#### هواياته وعلاقته بالمحيط
كان هارولد هولت شغوفًا بالحياة البرية والأنشطة البحرية، وامتلك منازل ساحلية في بورتسيا بولاية فيكتوريا وبينجيل باي في كوينزلاند. بدأ ممارسة صيد السمك بالرمح عام 1954، وسرعان ما أصبحت هذه الرياضة هوايته المفضلة خلال العطلات. كان يرتدي بدلة غوص تُتيح له صيد الأسماك على مدار العام، مفضلاً الغوص الحر أو الغطس بدلاً من استخدام خزانات الهواء التي وجدها ثقيلة وغير مريحة. كان هولت يتبع طريقة غريبة في الصيد؛ فعندما يطعن سمكة، يفتح سحاب بدلته ويضع السمكة داخلها وهي تنزف، ليواصل صيده دون انقطاع. وأشاد أصدقاؤه بقدرته "المذهلة" على التحمل تحت الماء، حيث كان أحيانًا يتسلى أثناء المناقشات البرلمانية بتجربة المدة التي يمكنه حبس أنفاسه فيها. ومع ذلك، وعلى الرغم من مهاراته تحت الماء، لم يكن هولت سباحًا قويًا على السطح.
تلقى هولت تحذيرات عديدة من أصدقائه بشأن مخاطر هوايته، بما في ذلك سكرتيره الصحفي توني إيجليتون، الذي استنكر استهتاره بالمخاطر. وكان رد هولت الساخر: "ما هي احتمالات غرق رئيس وزراء أو أن يُختطف بواسطة سمكة قرش؟" في 20 مايو 1967، تعرض هولت لحادث خطير أثناء الغوص في شاطئ تشيفيوت بشبه جزيرة مورنينجتون. شعر بضيق شديد وطلب المساعدة، ليتم سحبه إلى الشاطئ بواسطة رفاقه الغواصين. ظل واعيًا لكنه تحول إلى اللون الأرجواني وتقيأ كميات كبيرة من مياه البحر. أرجع الحادث إلى تسرب في أنبوب الغطس، وقال لاحقًا: "لقد كان هذا أقرب ما أكون إلى الغرق في حياتي."
في الخامس من أغسطس 1967، الذي وافق عيد ميلاده التاسع والخمسين، كان هولت يمارس صيد الأسماك بالرمح في جزيرة دونك على الحاجز المرجاني العظيم. أمضى خمسة وعشرين دقيقة في مطاردة سمكة مرجانية كبيرة، لكنه اضطر للتوقف بسبب ضيق حاد في التنفس، مما أثار قلق أصدقائه ومرافقيه.
تُظهر هذه الحوادث أن هولت، على الرغم من حبه الكبير للبحر، كان يغامر بأمانه في ممارسته لهذه الهواية الخطرة.

#### حالته الصحية
تمتع هولت بصحة عامة جيدة رغم وجود تاريخ عائلي للوفاة المبكرة، حيث توفي والده وشقيقه الأكبر في أواخر الخمسينيات من عمرهما. في عام 1955، تعرض لإصابة خطيرة في الرأس إثر حادث سير أدى إلى مقتل سائق سيارته الوزارية.
في عام 1967، عانى هولت من إصابة في الكتف كانت تعود إلى شبابه، وبدأ في تلقي العلاج الطبيعي مع تناول مسكنات الألم. قبيل وفاته، نصحه طبيبه بالحد من النشاط البدني، بما في ذلك السباحة والتنس. يُعتقد أن الإرهاق المرتبط بالعمل والأدوية الموصوفة أثرا سلبًا على حالته البدنية في أيامه الأخيرة.

#### الاستعدادات والأنشطة قبل اختفاء هارولد هولت
شهدت الأيام الأخيرة من حياة رئيس الوزراء الأسترالي هارولد هولت جدولاً مزدحمًا، بدأ بالاجتماع الأخير لمجلس الوزراء لعام 1967 مساء الخميس، 14 ديسمبر، واستمر حتى الساعات الأولى من صباح اليوم التالي. عاد هولت إلى البرلمان لأخذ قسط من النوم قبل أن يستأنف عمله في مكتبه بمبنى البرلمان في الساعة 8:30 صباحًا، حيث أعد بيانًا صحفيًا.
في تمام الساعة 11 صباحًا، غادر مبنى البرلمان متوجهًا إلى قاعدة القوات الجوية الملكية الأسترالية في فيربيرن، حيث استقل طائرة عسكرية إلى مدينة ملبورن. بقيت زوجته زارا في كانبيرا للانشغال بالتحضيرات لحفل عيد الميلاد السنوي. عند وصوله إلى ملبورن، رافقته سكرتيرته الشخصية باتريشيا دي لاسي إلى مكتب دائرته الانتخابية، حيث أملى عددًا من الرسائل. ثم عاد إلى منزله في شارع سانت جورج بحي توراك، حيث أبلغ مدبرة منزله، إديث "تايني" لوليس، بخططه لقضاء عطلة نهاية الأسبوع في منزله الشاطئي في بورتسيا. كما تلقى رسالة من رئيس الحزب الليبرالي تعبر عن القلق بشأن أداء الحكومة.
قاد هولت سيارته بونتياك باريزيان الحمراء نحو بورتسيا، وتوقف في بلدة سورينتو حيث التقى جارته مارغوري جيليسبي، التي كانت تجمعه بها علاقة خاصة. بعد ذلك، قضى بعض الوقت برفقة جيليسبي وزوجها وينتون. في تلك الليلة، تناول العشاء مع مدبرة منزله، التي أحضرت معه ملابس ومؤن لعطلة نهاية الأسبوع.
اليوم الذي سبق الإختفاء يوم السبت، 16 ديسمبر، استيقظ هولت مبكرًا وتناول وجبة إفطار خفيفة، ثم قام ببعض أعمال البستنة وأجرى مكالمات هاتفية مع سكرتيره الصحفي توني إيجليتون وابن زوجته نيكولاس، الذي دعاه إلى بورتسيا. خلال فترة الظهيرة، لعب هولت مباراة تنس، ثم قضى وقتًا مع نيكولاس وعائلته. في المساء، حضر حفل كوكتيل لجاره لمدة ساعة تقريبًا قبل أن يعود إلى منزله لاستضافة عشاء حضره حوالي اثني عشر ضيفًا. كانت هذه الأنشطة المتنوعة بمثابة الأيام الأخيرة لرجل بدا مشغولاً في عمله وفي علاقاته الاجتماعية، قبل وقوع الحادثة المأساوية التي أثارت تساؤلات واسعة حول اختفائه المفاجئ.

## اختفاءه
صباح يوم الأحد يوم اختفائه، 17 ديسمبر 1967، استيقظ هارولد هولت مبكرًا مرة أخرى وتناول الإفطار. اتصل بزوجته زارا للاطمئنان عليها، ثم قاد سيارته إلى المتجر العام المحلي في منتصف الصباح، حيث اشترى طارد الحشرات، والفول السوداني، وعدة صحف تصدر في عطلة نهاية الأسبوع. من بين العناوين البارزة في صحيفة الاسترالي كان "نصح رئيس الوزراء بالسباحة بشكل أقل"، وهو مقال يسلط الضوء على نصائح طبيبه الأخير بشأن تجنب الإجهاد المفرط. ومع ذلك، من غير الواضح ما إذا كان هولت قد قرأ هذه الصحيفة تحديدًا.
عند عودته إلى منزله، ناقش هولت خطط اليوم مع أصدقائه. تضمنت هذه الخطط زيارة إلى نقطة نيبيان لمشاهدة مرور الملاح المنفرد، يليها غداء شواء ورحلة صيد بالرمح في فترة ما بعد الظهر. في الساعة 11:15 صباحًا، انطلق هولت مع أربعة أشخاص آخرين إلى Point Nepean. كان برفقته جارته مارغوري جيليسبي، وابنتها فينر، وصديقا العائلة مارتن سيمبسون وآلان ستيوارت. كان الطقس حارًا، لكن يخت روز كان بالكاد مرئيًا من الموقع، فقررت المجموعة المغادرة بعد فترة قصيرة.
أثناء عودتهم إلى بورتسيا، اقترح هولت على المجموعة التوقف عند شاطئ شيفيوت للسباحة. كانت الساعة حوالي 12:15 ظهرًا، وذكر أنه أراد تبريد نفسه وفتح شهيته قبل الغداء.
هولت كان يعرف الشاطئ جيدًا؛ فقد سبحت فيه عدة مرات من قبل، وكان لديه ذكريات شخصية مرتبطة به، بما في ذلك إنقاذ نافذة صغيرة من حطام السفينة SS Cheviot عام 1960، وهي السفينة التي أعطت الشاطئ اسمه.
على الرغم من الانتفاخ الكبير والتيارات القوية والدوامات التي كانت واضحة للعيان، لم يتردد هولت في دخول المياه. كان آلان ستيوارت السباح الوحيد الآخر، لكنه بقي قريبًا من الشاطئ، حيث شعر بتيار سفلي قوي حتى في المياه الضحلة. من جانبهم، اختار بقية المجموعة عدم السباحة بسبب الظروف غير الآمنة.
بينما كان هولت يسبح في المياه العميقة، بدأت التيارات بسحبه نحو البحر المفتوح. ناداه الآخرون على الشاطئ، لكنه لم يظهر أي علامات استغاثة أو يطلب المساعدة، ولم يرفع يديه أو يصرخ. في غضون لحظات، انزلق هولت تحت الأمواج واختفى عن الأنظار. وصفت مارغوري جيليسبي المشهد قائلة: "لقد اختفى كما لو أنه ورقة يتم سحبها بسرعة ونهائية." هذا الاختفاء المفاجئ والنهائي لهارولد هولت كان بداية لأحد أكثر الأحداث غموضًا وإثارة في التاريخ الأسترالي.

## البحث عن هولت
بعد اختفاء هارولد هولت، قاد آلان ستيوارت سيارته إلى مدرسة الضباط الصغار في بورتسيا، وهي منشأة تدريب عسكرية قريبة. على الرغم من أن المدرسة كانت شبه مهجورة بسبب العطلات السنوية، تمكن من الاتصال بشرطة فيكتوريا، التي أطلقت واحدة من أكبر عمليات البحث في تاريخ أستراليا. تم وضع جميع قوات الدفاع الأسترالية في حالة تأهب، وبدأت عملية البحث رسميًا في الساعة 1:30 ظهرًا. دخل ثلاثة غواصين هواة المياه لأول مرة، لكنهم وجدوا الظروف قاسية للغاية. وسرعان ما انضمت إلى الجهود فرق مكونة من طائرات هليكوبتر، ومركبات مائية، وغواصين من الشرطة، بالإضافة إلى فريقين من فرق الغوص البحرية. على الرغم من هذه الجهود، كانت الظروف الصعبة والمعدات المحدودة تعيق عمليات البحث. بحلول نهاية اليوم الأول، شارك في العملية أكثر من 190 فردًا، مع اعتماد مدرسة الضباط الصغار كمركز عمليات. ازداد العدد في الأيام التالية ليصل إلى أكثر من 340 فردًا.
في يوم الاثنين 18 ديسمبر، بدأت الجهود قبل الساعة الخامسة صباحًا على الرغم من الظروف الجوية القاسية، بما في ذلك الرياح القوية والأمطار العرضية. شارك خمسون غواصًا، يعملون في نوبات، حيث ركزوا على برك الصخور والحواف القريبة من آخر مكان شوهد فيه هولت. للحد من الإصابات المحتملة، اضطر الغواصون إلى الغوص الحر لتجنب الاصطدام بالجروف القريبة. بحلول الساعة 8:00 صباحًا، أدى تغير في المد والجزر إلى تعليق البحث، لكنه استؤنف لاحقًا في فترة ما بعد الظهر. في اليوم التالي، استمرت الظروف الجوية الصعبة في تعطيل البحث. بحلول الأربعاء 20 ديسمبر، تحسنت الظروف الجوية مؤقتًا، مما سمح بمزيد من التقدم. ومع ذلك، بحلول يوم الخميس 21 ديسمبر، بدأت عمليات البحث تتقلص تدريجيًا.
في 5 يناير 1968، تم إيقاف البحث رسميًا عن جثة هارولد هولت، بعد أسابيع من الجهود المكثفة. في الأيام الأخيرة، اقتصر البحث على دوريات شاطئية يومية، دون تحقيق أي نتائج تذكر.
الملازم القائد فيل هوك، الذي قاد فريق الغوص التابع لسفينة "إتش إم إيه إس لونسديل"، صرح لاحقًا: "لقد ضاعت أي فرصة للعثور على رئيس الوزراء بحلول ليلة الأحد." عملية البحث عن هارولد هولت ظلت واحدة من أكثر الجهود المكثفة في تاريخ أستراليا. لكن اختفاءه الغامض أثار العديد من التكهنات والفرضيات، ليبقى لغزًا محيرًا حتى يومنا هذا.

## العواقب
وصلت شائعات اختفاء هولت إلى وسائل الإعلام بعد ساعة واحدة من وقوع الحادث، وتم تقديم أول تقرير قاطع في حوالي الساعة 1:45 مساءً على محطة إذاعة ملبورن. تم إخبار زوجة هولت، زارا، بالاختفاء من قبل بيتر بيلي، أحد أمناء رئيس الوزراء.

#### خدمة تذكارية
أقيمت مراسم تذكارية لهولت في 22 ديسمبر في كاتدرائية القديس بولس في ملبورن . وقد ترأس الحفل توم توماس ، عميد ملبورن ، مع كلمة تأبين واحدة ألقاها فيليب سترونج ، رئيس أساقفة أستراليا الأنجليكاني . بسبب عدم وجود الجثة، لم يتم تقديم صلاة الدفن. كان هناك 2000 مشارك داخل الكاتدرائية، مع وجود آلاف آخرين يصطفون في الشوارع القريبة ويستمعون من خلال نظام الخطاب العام.  تم تخصيص ثلاثين مقعدًا لمراسلي الصحف، ولكن لم يُسمح إلا لمصور رسمي واحد، بالإضافة إلى كاميرا فيلم واحدة في الجزء الخلفي من المبنى.
أرسلت فيجي والهند وإندونيسيا واليابان ولاوس وماليزيا وساموا الغربية وزراء خارجيتها كممثلين، في حين أرسلت العديد من البلدان الأخرى سفراءها. بعد الخدمة، كان هناك حفل استقبال رسمي في دار الحكومة، ملبورن.

#### الانتقال السياسي
عندما أُبلغ جون ماك إيوان، زعيم حزب الريف ونائب رئيس الوزراء بحكم الأمر الواقع، باختفاء هارولد هولت، كان في مزرعته في ستانوب، فيكتوريا. توجه على الفور إلى كانبيرا حيث التقى في مساء يوم 17 ديسمبر بالحاكم العام، اللورد كيسي، في مقر إقامته يارالوملا. كان اللورد كيسي قد استشار بالفعل رئيس المحكمة العليا، جارفيلد بارويك، والمدعي العام نايجل بوين، واتفقوا على تكليف ماك إيوان بتشكيل حكومة انتقالية لحين انتخاب زعيم جديد للحزب الليبرالي. كانت هذه الخطوة مستوحاة من سابقة عام 1939، عندما تم تعيين إيرل بيج رئيسًا مؤقتًا للوزراء بعد وفاة رئيس الوزراء جوزيف ليونز. في اليوم التالي، أصدر كيسي بيانًا رسميًا أعلن فيه عن نيته، وقام ماك إيوان بأداء اليمين كرئيس للوزراء بعد ظهر يوم الثلاثاء 19 ديسمبر.
مع بداية الإعلان عن اختفاء هارولد هولت، بدأت المناقشات حول من سيخلفه في زعامة الحزب الليبرالي. وقع تصعيد للموقف عندما أعلن ماك إيوان علنًا أن حزب الريف سيغادر الائتلاف إذا تم اختيار وزير الخزانة، ويليام ماكماهون (نائب زعيم الحزب) كخليفة لهول. كان هذا التحدي من حزب الريف أحد العوامل التي جعلت اختيار خليفة هولت أكثر تعقيدًا.
لم تُجر انتخابات قيادة الحزب الليبرالي إلا في 9 يناير 1968، أي بعد 23 يومًا من اختفاء هولت. تنافس أربعة مرشحين على القيادة: جون جورتون، وبول هاسلوك، وبيلي سنيدن، وليز بوري. في الجولة الثانية من الاقتراع، تم انتخاب جورتون على حساب هاسلوك، ليصبح رئيسًا للوزراء في اليوم التالي.
كان جون جورتون أول عضو في مجلس الشيوخ يتولى منصب رئيس الوزراء في تاريخ أستراليا. وفقًا للاتفاقية الدستورية، التي تنص على أن رئيس الوزراء يجب أن يكون عضوًا في مجلس النواب، استقال جورتون من مجلس الشيوخ في 1 فبراير 1968 ليتنافس في الانتخابات الفرعية التي أُجريت بعد وفاة هولت. جرت الانتخابات في 24 فبراير، حيث حقق جورتون فوزًا سهلاً. بعد فوزه، أدى اليمين الدستورية في مجلس النواب في 12 مارس 1968. شكل اختفاء هارولد هولت تحولًا سياسيًا في أستراليا، حيث أدى إلى تغيير في القيادة وتشكيل حكومة انتقالية، مما أبرز الانقسامات السياسية وأدى إلى تولي جون جورتون رئاسة الحكومة في فترة من التحديات.

## تحليل
وفقًا لكاتب سيرته الذاتية، توم فريم ، "لا يمكن أن يكون هناك شك واقعي في أن هارولد هولت غرق - كان ببساطة واحدًا من عدد من الأستراليين العاديين الذين يغرقون كل عام بسبب سوء التقدير أو سوء الحظ."  من المحتمل أن هولت أساء تقدير قدرته على السباحة ووعورة الظروف، وكان ببساطة منهكًا. ربما أصيب بنوبة قلبية، أو ضربته قطعة من الخشب الطافي، أو لسعته قنديل البحر، أو هاجمته سمكة قرش. من المحتمل أن جثة هولت كانت محاصرة تحت السطح أو جرفتها المياه إلى البحر مع انحسار المد. لم يكن من غير المعتاد أن يحدث هذا، فقد غرق ثلاثة رجال على شاطئ في راي قبل بضع سنوات، واختفت جثة واحدة وانتهى الأمر بالجثتين الأخريين في أماكن مختلفة.  وفي مقابلة أجريت معه عام 1994، قال السير روبرت ساذي ، وهو شخصية بارزة في الجناح التنظيمي للحزب الليبرالي، عن تلك الأحداث.
اقترح البعض أن هولت دخل المياه في المقام الأول لإثارة إعجاب جيليسبي، الذي كان على علاقة غرامية معها، في حين لم تؤكد جيليسبي في البداية أن علاقتها مع هولت كانت جنسية بطبيعتها، إلا أنها أكدت لاحقًا أنهما كانا على علاقة غرامية.

#### التحقيقات الرسمية
على الرغم من موقف هولت، تولت شرطة فيكتوريا التحقيق في اختفائه بدلًا من وكالة فيدرالية. قاد جاك فورد، محقق جرائم القتل، التحقيق بمساعدة أوبري جاكسون من شرطة الكومنولث. صدر تقرير الشرطة في 5 يناير 1968، لكنه لم يقدم نتائج نهائية بسبب نقص الأدلة. أشار كبير أخصائيي علم الأمراض، جيمس ماكنمارا، إلى احتمال احتجاز جثة هولت بعشب البحر واستهلاكها من الكائنات البحرية، مما قد يؤدي إلى تحولها لهيكل عظمي في غضون 24 إلى 48 ساعة. لاحقًا، أشار البعض إلى حذف معلومات من التقرير، مثل حمل هولت علب بيرة في حقيبته. 
رفضت الحكومة الفيدرالية فتح تحقيق خاص، معتبرة أن الاختفاء غير مثير للجدل. وفي عام 2005، أجرى الطبيب الشرعي جرايم جونستون تحقيقًا رسميًا خلص إلى أن هولت غرق نتيجة مخاطرة غير ضرورية. كما انتقد جونستون عدم إجراء تحقيق حكومي سابقًا، معتبرًا أن ذلك ساهم في انتشار شائعات ونظريات غير مبررة.

#### اقتراحات الانتحار
ظهرت نظرية أن اختفاء هارولد هولت كان انتحارًا وليس حادثًا، حيث يُعتقد أن هولت قد يكون كان مكتئبًا وغير مستقر نفسيًا، مما دفعه إلى إنهاء حياته بسبب شعوره بأن مستقبله السياسي مهدد. مع ذلك، رفض هذه النظرية العديد من المقربين منه، مشيرين إلى سعادته بالحياة، التزامه تجاه عائلته، وخططه المستقبلية. أكد تقرير الشرطة لعام 1968 أن انتحاره غير مرجح، نظرًا لنمط حياته العادي قبل الحادث، ولأن الانتحار أمام الشهود كان نادرًا.
ازدادت مناقشة نظرية الانتحار مع عرض فيلم وثائقي على شبكة "ناين نتورك" عام 2007 ومقالة في مجلة "بوليتين". في المقابل، رفضت عائلته وزملاؤه هذه المزاعم بقوة، حيث قال ابنه سام: "لا يوجد أي لغز ولا أي مصداقية لهذه النظرية". كما أكدت زوجته زارا أن هولت لم يكن ليقدم على الانتحار لأنه كان "أنانيًا للغاية". ورفض العديد من زملائه، مثل مالكولم فريزر وأليك داونر، هذه الفرضية في تصريحاتهم وكتاباتهم.
من جهة أخرى، رأى بعض الشخصيات، مثل إدوارد سانت جون، أن الانتحار كان احتمالًا واردًا، مشيرين إلى أن سلوك هولت قبل وفاته قد يعكس حالة نفسية مضطربة. كما ذكر السير لينوكس هيويت في مقابلة عام 1994 أن هولت بدا مكتئبًا في الفترة التي سبقت اختفائه. ومع ذلك، يبقى الانتحار نظرية غير مدعومة بأدلة قاطعة، ولا تزال محط جدل.

#### نظريات المؤامرة
أثار اختفاء هولت العديد من نظريات المؤامرة ، والتي تنطوي معظمها على مزاعم بالتستر على الجريمة على أعلى مستوى في الحكومة. زعمت قصة نشرت عام 1968 في صحيفة صنداي أوبزرفر أن هولت قد تعرض للاغتيال على يد وكالة الاستخبارات المركزية الأمريكية، وذلك لأنه كان ينوي سحب القوات الأسترالية من فيتنام. كما تم تقديم اقتراحات مفادها أن هولت قُتل على يد الفيتناميين الشماليين (بعد إصابته بالعجز بسبب مادة أعصاب )، أو أنه تظاهر بوفاته ليكون مع عشيقته.
في عام 1983، نشر الصحفي البريطاني أنتوني جراي كتاب "رئيس الوزراء كان جاسوسًا" ، والذي ادعى فيه أن هولت كان جاسوسًا طوال حياته لصالح جمهورية الصين الشعبية . وفقًا لما ذكره جراي، تظاهر هولت بوفاته من أجل الانشقاق إلى الصين، وتم "جمعه" من قبل رجال الضفادع البشرية وسحبه إلى غواصة كانت تنتظره. وقد لاحظ المراجعون العديد من الأخطاء الواقعية في الكتاب، ليس أقلها أنه كان من المستحيل فعليًا أن يتم وضع غواصة على مقربة من الشاطئ. رفضت زوجة هولت وحفيده هذه النظريات؛ كما لاحظت زارا أن زوجها "لم يكن يحب الطعام الصيني حتى".

## إرث
يتذكر الناس هولت أكثر بسبب ظروف وفاته وليس لإنجازاته السياسية. كان سول إنسيل يعتقد أن اختفاءه يمثل نهاية فترة انتقالية بين استقرار مينزيس والصراع الداخلي الذي شهده الحزب الليبرالي في عهد جورتون وماكماهون. لم يكن لأستراليا سوى رئيس وزراء واحد (مينزيس) من عام 1949 إلى عام 1965، ولكن كان لها ستة رؤساء وزراء من عام 1966 إلى 1975. قال بيتر باورز إن وفاة هولت أنهت عصر البراءة"في أستراليا، لأن ذلك يعني أن القادة الوطنيين لم يعد بإمكانهم إبعاد حياتهم الخاصة تمامًا عن التدقيق العام.

#### النصب التذكارية
تأتي هذه النصب كجزء من إرث هارولد هولت، معبرة عن الاحترام والتقدير لمسيرته وحياته التي انتهت بشكل مأساوي.
- محطة الاتصالات البحرية في غرب أستراليا، أُعيدت تسميتها تكريمًا له في سبتمبر 1968.
- السفينة الحربية يو إس إس هارولد إي هولت، أطلقتها أرملته في لوس أنجلوس عام 1969، وهي واحدة من قلة من السفن الأمريكية التي تحمل اسم زعيم أجنبي.
- مركز السباحة التذكاري هارولد هولت، افتُتح في ملبورن عام 1969؛ تم تسميته تكريمًا له لأنه كان نائبًا محليًا، ولأنه يعكس حبه للبحر.
- حمام سباحة هارولد هولت التذكاري، خصصه الجيش الأسترالي في قاعدة فونج تاو بفيتنام.

#### الثقافة الشعبية
موت هارولد هولت أصبح جزءًا من الفولكلور الأسترالي وموضوعًا متكررًا للفكاهة السوداء. وصفه الكاتب بيل برايسون بأنه "السباحة التي لا تحتاج إلى منشفة". بات اسم هولت مرادفًا للاختفاء المفاجئ، حيث أصبحت عبارة "القيام بما فعله هارولد هولت" عامية تعني "الهروب السريع".
تأثير وفاته لم يقتصر على اللغة، بل امتد إلى الثقافة الشعبية. أُلهمت قصص مثل مسلسل الجيران الأسترالي والمسلسل البريطاني سقوط وصعود ريجينالد بيرين من اختفائه. حتى في الرياضة، استخدمت وفاته في المزاح؛ ففي عام 1988، علق جاك جيبسون، مدرب فريق كرونولا-ساذرلاند شاركس، بأن انتظار فوز كرونولا بالبطولة يشبه انتظار عودة هولت. استمر هذا المزاح لعقود حتى فاز النادي بأول بطولة له عام 2016، ليُطوى بذلك أحد جوانب هذا الإرث الطريف.